# Exocarpos latifolius
Exocarpos latifolius — вид рослин родини санталові (Santalaceae).

## Назва
В англійській мові називається «дерево-омела» (англ. Mistletoe Tree)

## Будова
Напівпаразитичне дерево 5-20 м заввишки, що здатне до фотосинтезу, але також живиться поживними речовинами хазяїна. Жовтозелені квіти дуже малі. Плоди жовті, прикріплені до червоної м'якоті, яку можна їсти.

## Поширення та середовище існування
Росте у Південно-Східній Азії: від Філіппін та Індонезії до Нової Гвінеї та Австралії.

## Практичне використання
Листя та кора використовується австралійськими аборигенами у народній медицині. Димом від тліючої кои дерева можна відганяти комарів.

## Галерея

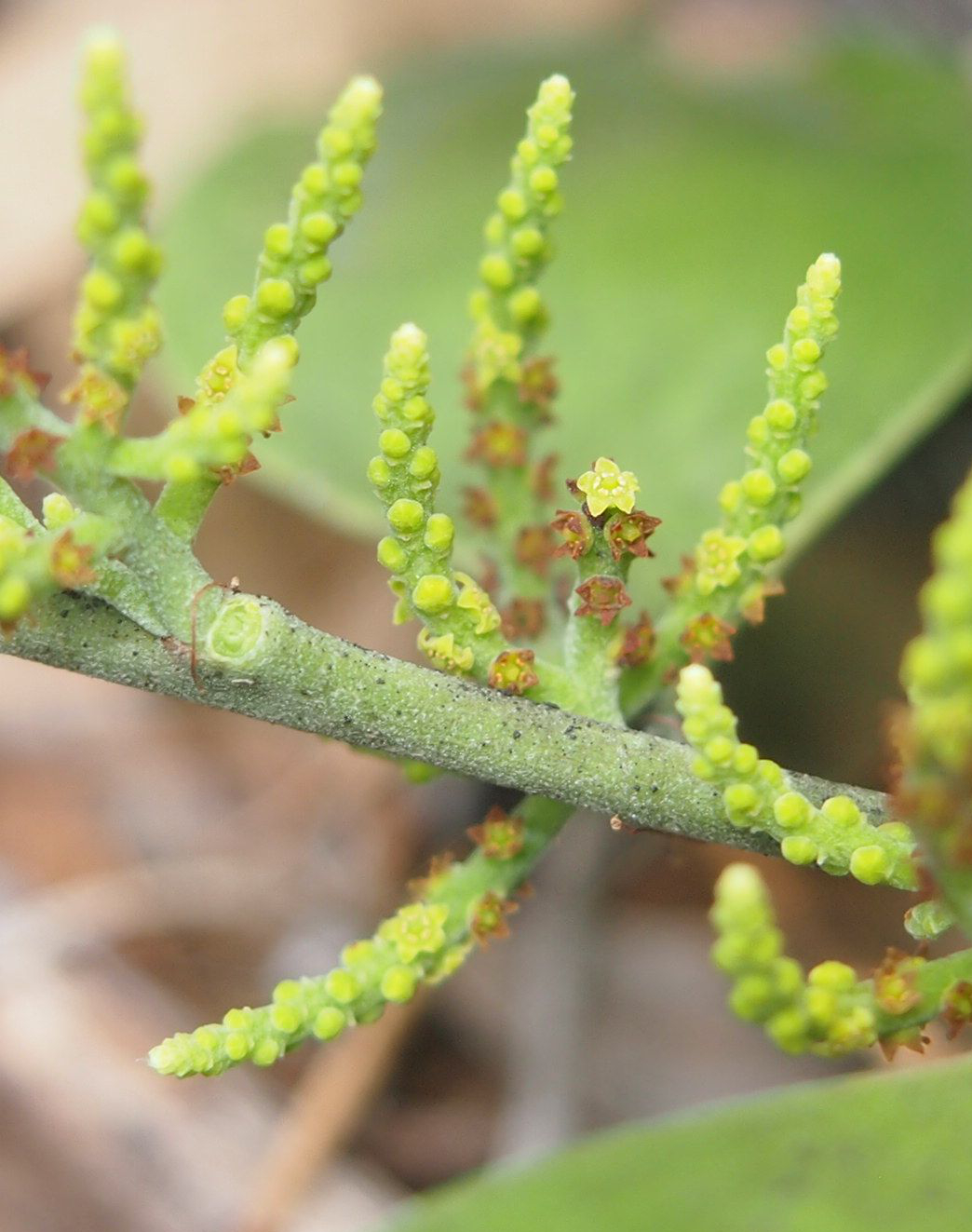
Квіти
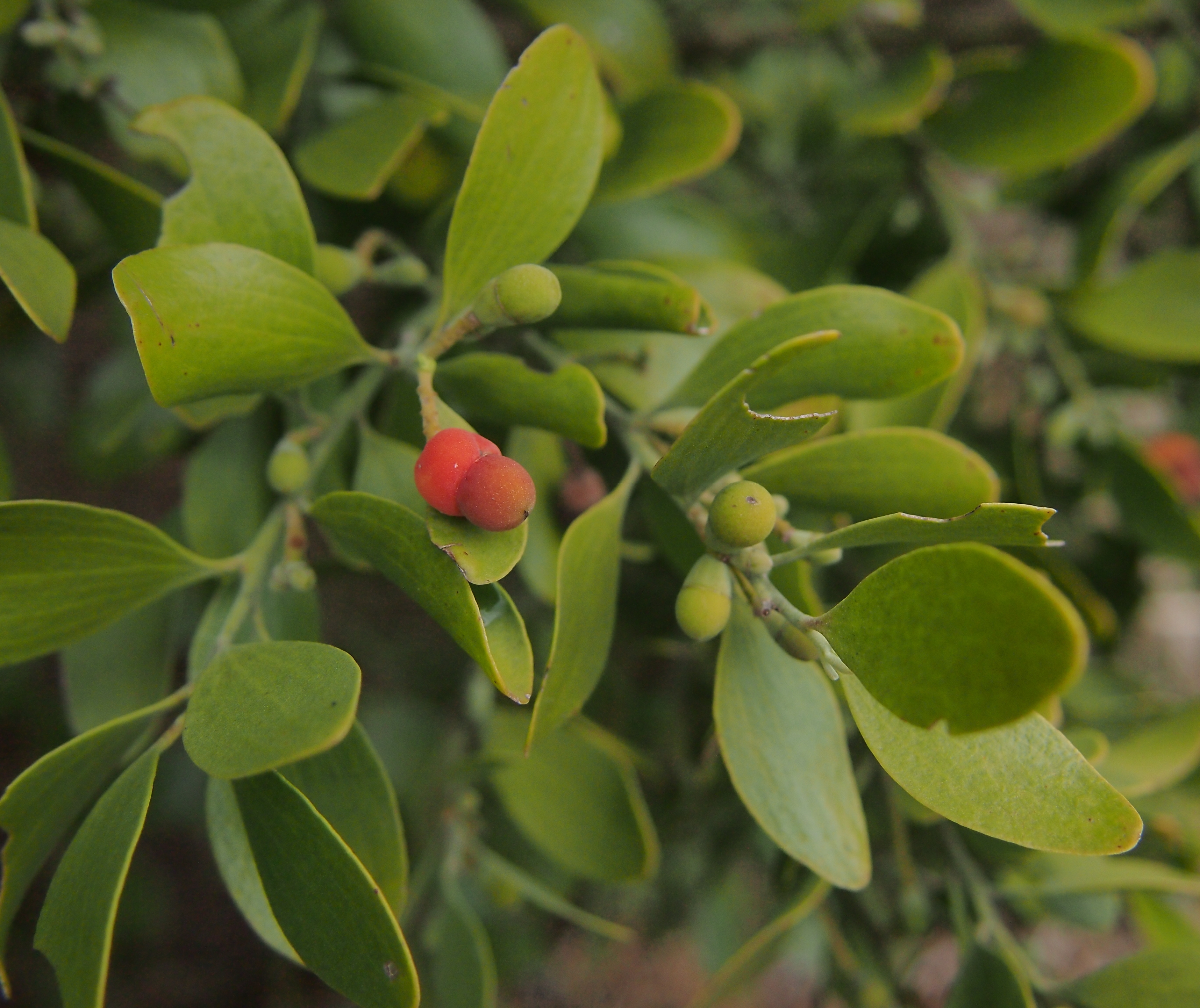
Плоди та листя
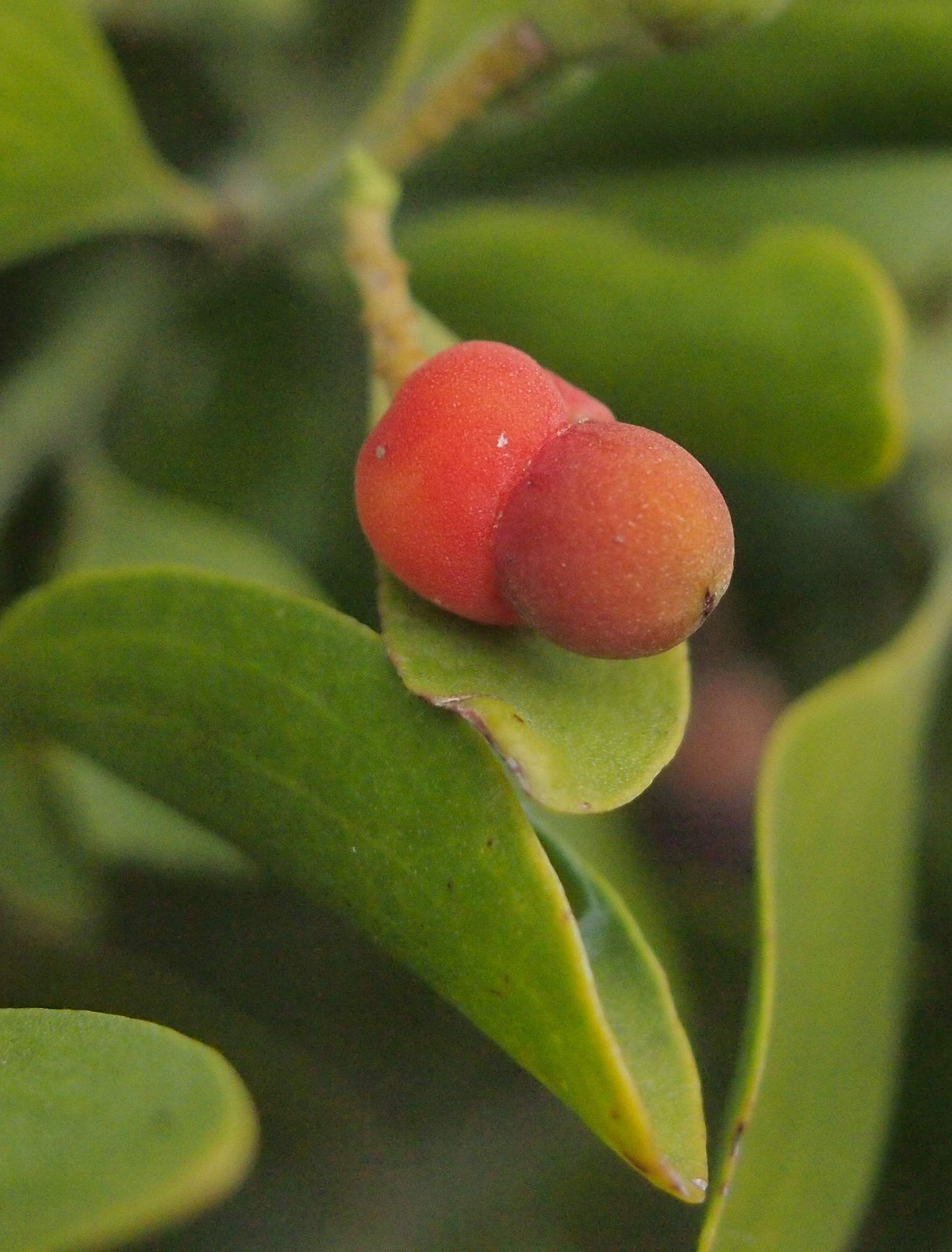
Плід
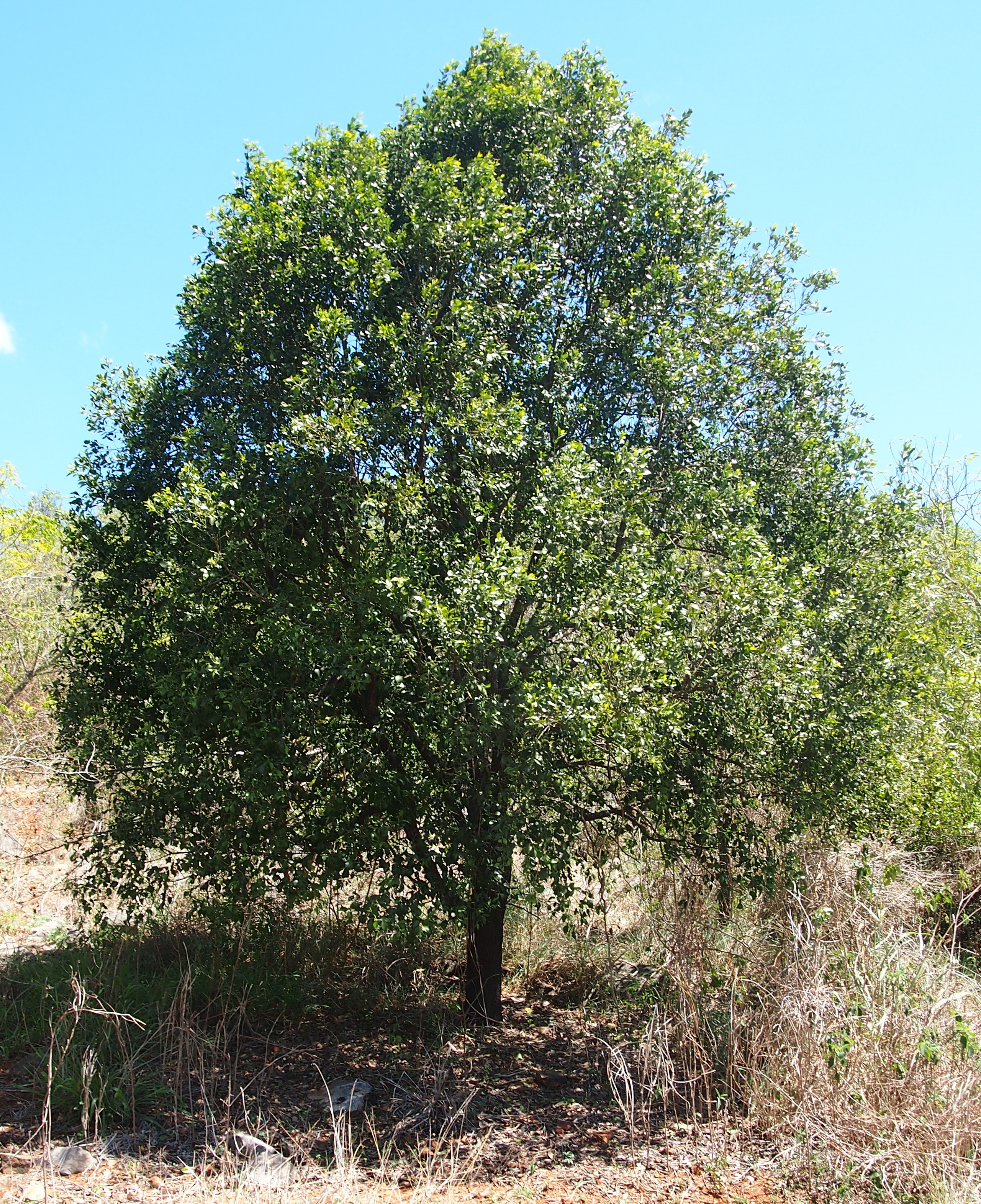
Загальний вид рослини